# El Refugio, Durango kommun
El Refugio är en ort i Mexiko.   Den ligger i kommunen Durango och delstaten Durango, i den centrala delen av landet, 800 km nordväst om huvudstaden Mexico City. El Refugio ligger 1 896 meter över havet och antalet invånare är 668.
Terrängen runt El Refugio är kuperad åt sydväst, men åt nordost är den platt. Runt El Refugio är det ganska tätbefolkat, med 60 invånare per kvadratkilometer. Närmaste större samhälle är Victoria de Durango, 6,6 km nordost om El Refugio. Trakten runt El Refugio består till största delen av jordbruksmark.